# Gonanticlea euclidiata
Gonanticlea euclidiata là một loài bướm đêm trong họ Geometridae.